# Glossosoma moselyi
Glossosoma moselyi är en nattsländeart som beskrevs av Douglas E. Kimmins 1953. Glossosoma moselyi ingår i släktet Glossosoma och familjen stenhusnattsländor. Inga underarter finns listade i Catalogue of Life.